# L.Guddekoppa, Hosanagara
L.Guddekoppa là một làng thuộc tehsil Hosanagara, huyện Shimoga, bang Karnataka, Ấn Độ.